# Antique Vibrator Museum

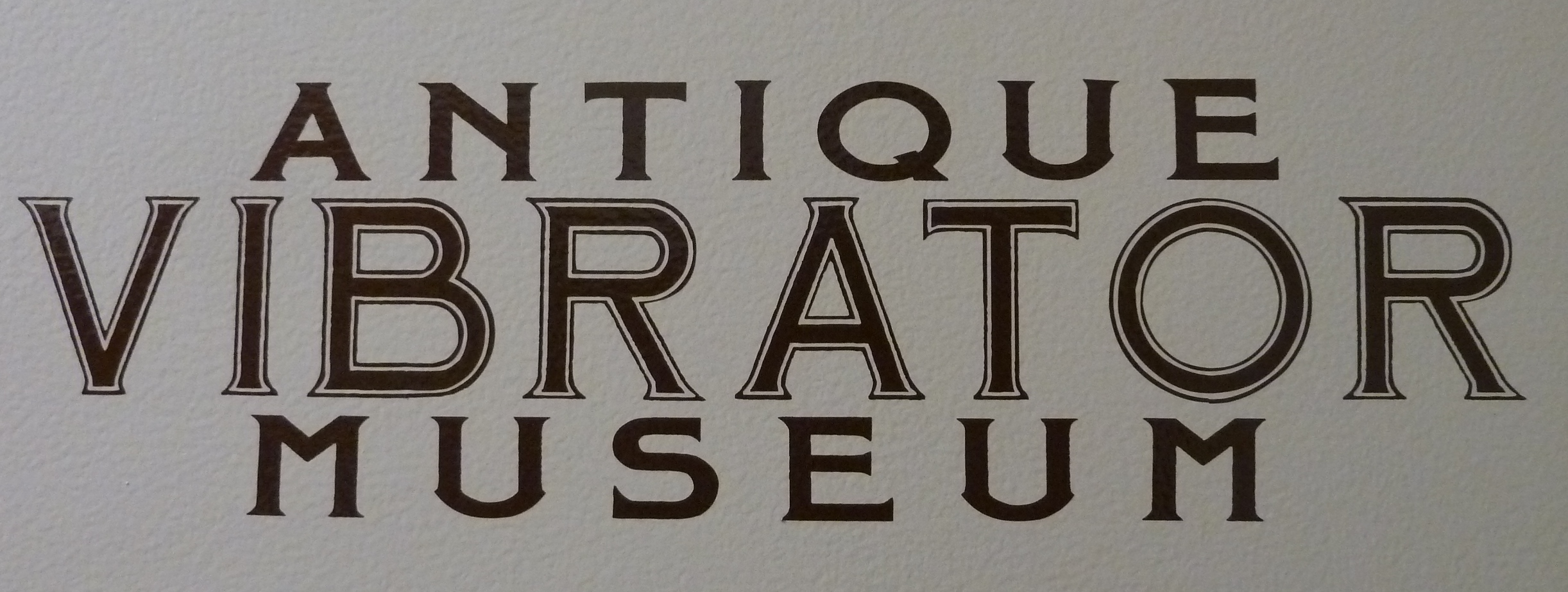
Logo do Antique Vibrator Museum

Antique Vibrator Museum é um museu temático localizado na cidade de São Francisco, nos Estados Unidos da América.

## Histórico e acervo
Aberto em abril de 2012, o museu pertence a rede de sexshop Good Vibrations, uma das maiores do país, possuindo aproximadamente 120 vibradores que contam a história do instrumento desde o final do século XIX até a década de 1970. O mais antigo é o chamado vibrador Dr. Johansen que funcionava com a ajuda de uma manivela, datado de 1869, e que era usado por médicos para tratar a histeria das mulheres. O mais raro é o chamado Detwiller, de 1914, que operava com ar comprimido. Os instrumentos mais recente do acervo, são da década de 1970, mesma época da abertura da primeira loja da rede, fundada em 1977. O Antique Vibrator também apresenta os "massageadores suecos", que eram acoplados ao peito da mão e fazia com que os dedos vibrassem.

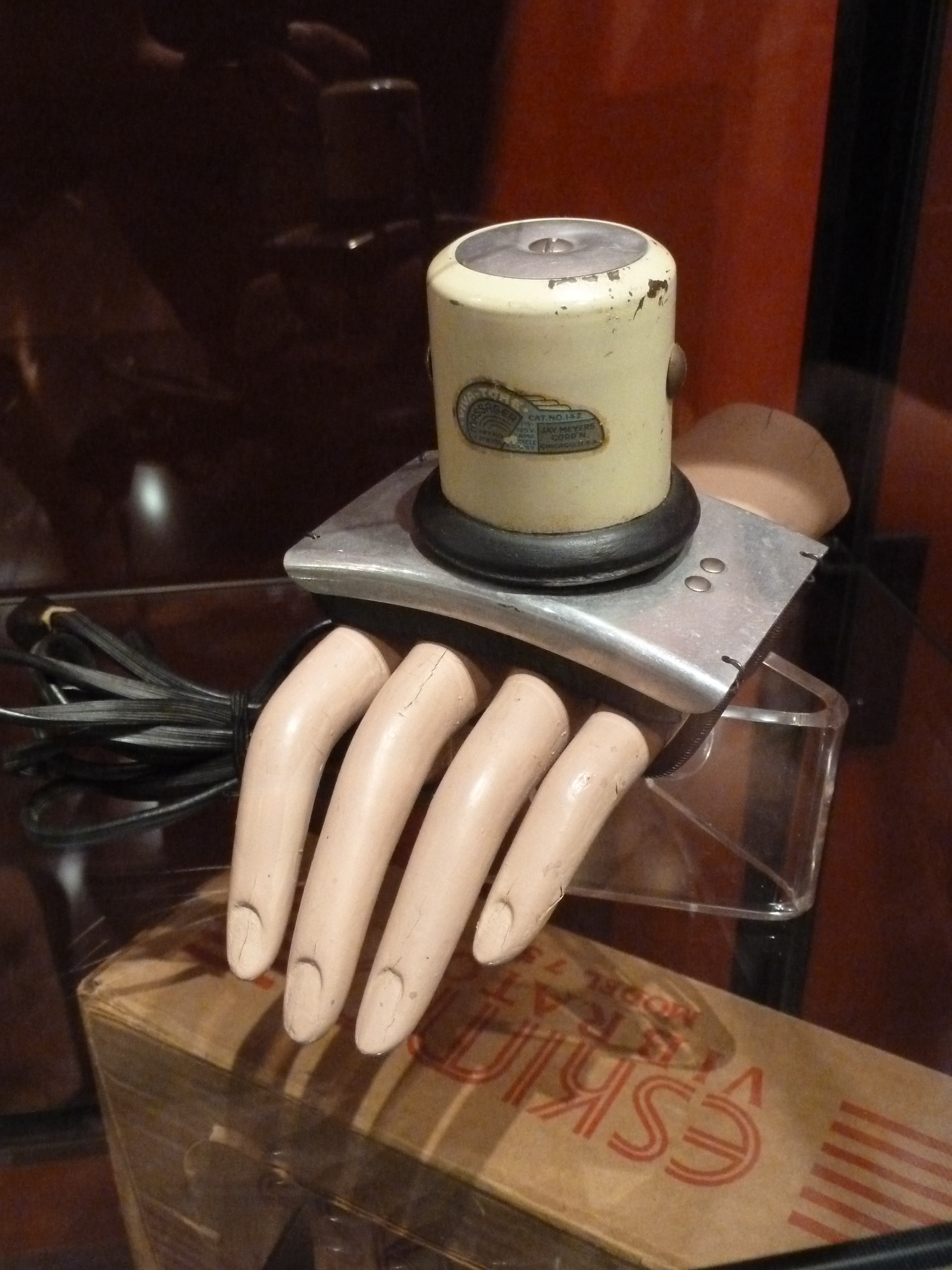
massageadores suecos

## Frommer's
O Frommer's, que é um dos mais importantes guias de viagem dos Estado Unidos, criada por Arthur Fromme em 1957, lista o Antique Vibrator Museum como uma das melhores opções de entretenimento grátis para se fazer em São Francisco.